# Kiss
Kiss foi uma banda de hard rock dos Estados Unidos, formada em Nova Iorque em 1973 por Paul Stanley e Gene Simmons.
A banda passou por algumas mudanças de formações, sendo Stanley e Simmons os dois integrantes da formação original da banda a participarem de todas elas. A formação original da banda, com Paul Stanley, Gene Simmons, Ace Frehley e Peter Criss, foi introduzida ao Rock and Roll Hall of Fame em 10 de abril de 2014.
Constitui um dos maiores impactos culturais da década de 1970, valendo-se de roupas e, sobretudo, maquiagens nunca antes vistas, que marcariam a história da música. Ficou conhecida mundialmente por seus concertos que incluem guitarras esfumaçantes, cuspir fogo e sangue, pirotecnias e outros efeitos. 
O Kiss já recebeu 28 discos de ouro, sendo a banda que mais conseguiu o prêmio na história da Recording Industry Association of America’s (RIAA). Além dos 26 álbuns de ouro que a banda ganhou, os 4 álbuns solo lançados simultaneamente também foram reconhecidos como Discos de Ouro. O Kiss soma ainda 14 Álbuns de Platina e 3 Multi-Platina. Desde sua formação, a banda já vendeu mais de 25 milhões de álbuns nos Estados Unidos, e mais de 100 milhões de álbuns mundialmente. É dona de hits mundiais como "Rock and Roll All Nite", "Detroit Rock City" e "I Was Made For Lovin You".

## História

### Primeiros anos

Logotipo da banda.

Depois do fim do grupo Wicked Lester, Paul Stanley e Gene Simmons decidiram criar uma nova banda para ser um supergrupo. Para isso, colocaram anúncios em jornais e revistas para achar novos músicos. O baterista Peter Criss respondeu a um destes anúncios para fazer o teste pra banda. Como o rapaz estava bem vestido, eles lhe perguntaram se ele iria fantasiado de mulher a um show, e com uma resposta afirmativa o aceitaram na banda, mas ainda era preciso um guitarrista solo na banda, já que Stanley não sabia solar. No dia do teste, apareceu um rapaz que chegou cortando fila, vestido de forma estranha, com um tênis de cada cor e calça rasgada. Simmons pensou que se tratava de um mendigo, à primeira vista, mas estava segurando uma guitarra. Alertaram-no que ele não podia cortar fila, então foi esperar sua vez. Quando o chamaram para mostrar suas habilidades, impressionou a todos e assegurou um lugar na banda. Seu nome era Paul Daniel Frehley, mas acabou virando Ace Frehley pois já havia um Paul na banda.
Faltava o nome para a banda e queriam um nome simples, fácil de ser lembrando, e acabaram se inspirando num concurso de beijo de Nova Iorque, daí veio KISS. Eles esconderam por anos a fio a verdadeira identidade. Para definir o figurino da banda, mesclaram elementos de super-heróis em quadrinhos com personagens do teatro japonês. Usando botas com saltos enormes, tornaram-se então: "The Starchild" (Stanley), "The Demon" (Simmons), "Space Man" (Frehley) e "The Catman" (Criss). Frehley que gostava de artes, pintou o primeiro logo da banda.
O primeiro show aconteceu no dia 30 de janeiro de 1973, no palco no clube Popcorn, no Queens, Nova Iorque. Os primeiros concertos, com os membros já maquiados e trajados a seu modo, ocorreram no "New York Coventry Club", e os cachês corresponderam a 35 dólares por noite. Em 1973, ainda tocando composições próprias pelas noites de Nova Iorque, foram descobertos por Bill Aucoin e no mesmo ano assinaram contrato com a recém-inaugurada Casablanca Records.
A língua de Simmons acabou se tornando uma característica da banda. Além disso, os efeitos especiais sonoros, de luzes e fumaça aliados a velas acesas e um imenso letreiro luminoso contendo o logótipo da banda eram atrações nas apresentações. Ainda em 1973, na cidade de Nova Iorque aconteceria o primeiro show de grande porte. Para tanto, eles contrataram a popular banda Brats para abrir o show e mandaram convites à imprensa em nome do KISS e, mesmo endividados, alugaram uma limusine para chegar ao local do show.
Em fevereiro de 1974, lançaram seu primeiro álbum intitulado apenas Kiss. Ele trazia uma capa parodiando Meet the Beatles!. A princípio o álbum foi um fracasso, mas em uma jogada da gravadora, eles correram para o estúdio novamente e gravaram uma versão cover de "Kissin' Time", um sucesso de Bobby Rydell de 1959, e o incluíram nas futuras prensagens do disco, que ocorreram a partir de maio do mesmo ano. Além disso, para promover o disco, a gravadora realizou um concurso de beijos. Então, ao som da música recém gravada, premiariam o casal que permanecesse mais tempo se beijando.
Tal empreitada foi um fiasco e o primeiro disco não obteve sucesso, assim sendo a gravadora sugeriu que gravassem um novo álbum no mesmo ano. Ainda em 1974, saiu Hotter Than Hell. A arte da capa do álbum foi inspirada na cultura oriental, com direito a texto escrito em caracteres japoneses, para passar a (falsa) ideia de que o grupo já era popular por lá. Na época, já começavam a entreter o público com atrações como Gene cuspindo fogo e expelindo sangue pela boca. Mais tarde a banda também usaria vários outros números no palco, como a guitarra de Frehley, que no meio do solo começa a soltar fumaça, rojões e depois voa. A bateria também voa nos shows. A partir da Hotter Than Hell Tour, a turnê do disco, uma mensagem acompanhou todos os shows da banda. Sempre ao início de cada apresentação, um mestre de cerimônias berra a seguinte frase: "You Wanted the Best and You Got the Best. The Hottest Band in the World, Kiss!" - , em tradução livre: "Vocês queriam o melhor e vocês conseguiram o melhor, a banda mais quente do mundo, Kiss".
Como as vendas e o sucesso não chegavam, veio a ideia de gravar mais um novo álbum de estúdio, logo no começo de 1975. Em 19 de março de 1975, lançaram Dressed to Kill, disco que continha composições da época do Wicked Lester ("Love Her All I Can" e "She"). Foi neste disco que gravaram "Rock and Roll All Nite", lançada como single em 2 de abril de 1975, que chegou em outubro de 1975 ao 12º lugar na parada da Billboard e se tornou o primeiro single do Kiss a frequentar o Top 20 dos Estados Unidos. Dressed to Kill traz uma capa onde aparecem os integrantes maquiados, vestidos de terno, e ainda pode-se notar que o terno de Gene Simmons é mais curto do que deveria ser, e ele usa um tamanco ao invés de um sapato. Isso ocorreu porque a roupa que Gene vestia era do próprio dono da Casablanca Records e o tamanco de sua mulher. Gene até hoje comenta que ele era o único da banda que não tinha uma roupa social na época. As imagens foram produzidas no dia 26 de outubro de 1974 pelo fotógrafo Bob Gruen.

### Sucesso
Aproveitando o momento favorável, a gravadora, seguindo a linha de lançar dois álbuns por ano, prepara-se para colocar a banda novamente em estúdio, mas decidem prestar atenção aos comentários que diziam que o barato do Kiss era "ao vivo". Daí, resolveram registrar os shows que a banda faria no lendário Cobo Hall de Detroit, para lançar o Alive! que foi primeiro álbum da banda a obter Disco de Ouro. Kiss foi uma das primeiras bandas a lançar um álbum duplo gravado ao vivo. Anos depois, a banda lançou Alive II em 1977, Alive III em 1993; e em 2003, o Symphony: Alive IV, em um concerto que ocorreu junto com a Orquestra Sinfônica de Melbourne.
Com o sucesso de Alive!, o Kiss em 1976 entrou em estúdio para gravar um novo álbum, desta vez com status de grande banda. Contrataram Bob Ezrin para produzir Destroyer, seu novo trabalho. A capa de Destroyer, criada por Ken Kelly, trazia o primeiro flerte da banda com o mundo da ficção, eles eram desenhados no como heróis em quadrinhos. A banda que até então tinha apenas "Rock and Roll All Nite" como hit, emplacaria "Detroit Rock City", "Shout It out Loud", "God of Thunder" e a balada "Beth", composta por Peter Criss. A partir dai o Kiss ficou conhecido mundialmente, na Europa e principalmente no Japão, onde a gravadora lançou o box The Originals.
Com o sucesso, o Kiss começa a aparecer frequentemente nas TV americanas. Nesta fase, surge o empresário Bill Aucoin, renomado profissional que passa a controlar os negócios do Kiss, desde posters até camisinhas. Funda-se o Kiss Army, o fã-clube oficial da banda.
No segundo semestre do mesmo ano, a banda solta uma nova bolacha: Rock and Roll Over, com hits como "Hard Luck Woman", "I Want You" e "Calling Dr Love". O responsável pela arte da capa, com a imagem dos quatro rostos maquiados, cercados por suas próprias “energias” dentro do círculo principal, foi o ilustrador Michael Doret. Com a Rock and Roll Over Tour, o Kiss vai pela primeira vez para o Japão.
Em 1977, lançaram Love Gun. Voltando ao esquema de superprodução utilizado em Destroyer, a capa do disco é novamente referência a personagens de quadrinhos, novamente criada por Ken Kelly. No desenho estão os quatro integrantes da banda em pé, com mulheres a seus pés. A faixa "Christine 16" trazia o até então desconhecido Eddie Van Halen na guitarra solo, além da primeira canção cantada por Ace: "Shock Me".  Em um dos concertos dessa turnê, Gene Simmons mais uma vez queima o cabelo. No mesmo ano lançaram Alive II, mais um ao vivo, só que este possui no lado B do segundo disco quatro canções inéditas. Ace só gravou a guitarra em uma dessas músicas, "Rocket Ride", que ele mesmo canta. As outras, quem gravou foi Bob Kulick, amigo pessoal da banda. Foi pedido a Bob Kulick que tocasse de forma similar a Ace, para que o som não soasse diferente. Nessa época já havia muitos produtos do Kiss. A Marvel Comics percebendo o potencial demonstrado nas capas, faria uma proposta para lançar uma revista em quadrinhos do Kiss. Proposta aceita, a banda faria uma campanha promocional divulgando que juntamente da tinta vermelha usada para fazer a revista, tinha o sangue de cada um dos membros do grupo.
A turnê do Kiss envolvia cerca de 50 pessoas na equipe, dentre elas havia um "batedor", cuja função era providenciar hotel, limusines e alimentação especial para cada um dos integrantes (Paul Stanley exigia comida japonesa, Ace preferia pratos vegetarianos, etc); um chefe de segurança; um produtor responsável pela movimentação da equipe e do equipamento; um manager de palco; um figurinista, responsável também pela maquiagem; um técnico em efeitos especiais; um técnico para guitarra, outro para baixo e um para bateria; três carpinteiros; um motorista; um tesoureiro e um produtor geral, responsável por toda a equipe. O equipamento envolvia 16 toneladas de equipamento pessoal; 24 toneladas de som; 17 toneladas de luz; e 18 toneladas de cenário. Com isso, a produção se tornava milionária. Com o som e a iluminação eram gastos um milhão de dólares e só o custo do cenário estava avaliado em cerca de 1,1 milhão. Eram necessárias 24 horas de trabalho para montar toda a estrutura do show. Tudo ficava preestabelecido nos contratos, desde a dimensão do local escolhido para a apresentação até caracterizações detalhadas sobre os camarins. E de escasso, o dinheiro passou a ser abundante, nessa época a banda também já possuía seu próprio avião, chamado "Of Course". De 1975 até 1980, o grupo Kiss já havia percorrido cerca de 3 milhões de km.
Em 1978, a banda já se encontrava estafada. A banda resolve dar um tempo, e a gravadora lança duas coletâneas: Double Platinum e, exclusivamente no Japão, o box The Originals II. Para evitar a separação que a cada dia se tornava mais evidente, tendo em vista que Peter e Ace começavam a pensar em trabalhos solos, Gene e Paul sugerem a Peter, Ace e agravadora o lançamento de um álbum solo de cada integrante, mas sem desvinculação da banda. No mesmo ano, aproveitando o embalo dos gibis, a banda é convidada a realizar um filme, com o propósito de serem transformados em super-heróis. Kiss Meets the Phantom of the Park tem o roteiro baseado em mostrar os quatro heróis travando uma luta contra um vilão de um parque de diversões que criou bonecos iguais a eles para fazerem o mal.

### Fase experimental e declínio
Após o lançamento e a repercussão dos álbuns solos, Peter parecia decidido a abandonar o barco. A produção do próximo álbum da banda, Dynasty, ficaria a cargo de Vini Poncia, o mesmo responsável pela produção do disco solo de Peter. Eventualmente, a banda decide optar por um baterista substituto. O convidado foi Anton Fig, que tocou no disco solo de Ace. Peter só chegou a gravar "Dirty Livin", música que ele mesmo canta e que já estava pronta antes de decidirem que ele não deveria mais tocar no álbum. Esse disco trazia o hit "I Was Made for Lovin' You" e o cover do Rolling Stones, "2.000 Man".
A banda começa a investir em vídeos promocionais. Começaram a gravar ainda em 1979 o sucessor do Dinasty. Unmasked foi gravado novamente por Anton Fig e lançado em 1980. Peter não participou da gravação de nenhuma música apesar de figurar no videoclipe de "Shandi" e na arte da capa do álbum, onde novamente a banda recorre às histórias em quadrinhos. Logo após o lancamento do videoclipe, Peter Criss saiu da banda, e em seu lugar entrou o baterista Eric Carr, que participou da turnê do disco.
Em 10 de novembro de 1981, o Kiss lança Music from "The Elder", também conhecido apenas como The Elder. Pela primeira vez desde seu surgimento, via-se uma foto da banda com os integrantes de cabelos curtos e com roupas mais discretas, apesar de continuarem utilizando as maquiagens. Contrataram novamente o produtor Bob Ezrin (do Destroyer), que idealizou o álbum. Eric Carr foi substituído na faixa "I" por Allan Schwartzberg, integrante da Hollywood Vampires (banda de apoio de Alice Cooper em 1976) e havia participado do álbum solo de Gene Simmons e de Peter Criss. O álbum tinha como base ser um disco conceitual baseado na história de um menino que é escolhido para lutar contra as forças do mal. Lou Reed, ex-Velvet Underground, ajudou a escrever três faixas: "Dark Light", "Mr. Blackwell" e "A World Without Heroes". Este álbum não teve turnê, limitando-se a duas músicas executadas ao vivo durante um programa de televisão. Após isso, o Kiss só tocou novamente uma música desse álbum durante uma apresentação. Foi no MTV Unplugged, de 1996, 15 anos após o lançamento do álbum.

### Ressurreição
No começo de 1982, lançaram a coletânea Killers. Com quatro músicas inéditas, o álbum não foi lançado nos EUA. Ace não participou de nenhuma delas, e Bob Kulick gravou as músicas em seu lugar. Um pouco antes das gravações de Creatures of the Night, ainda em 1982, Ace Frehley sofreu um acidente de automóvel e se afastou de vez, aparecendo no estúdio de vez em quando para ver como as coisas iam. No período de composição e gravação, vários outros guitarristas foram chamados para substituí-lo, sendo Vincent Cusano o escolhido. No que diz respeito ao disco, que saiu quase no final do ano, Ace não toca em nenhuma música do álbum, mas aparece na capa. Após o lançamento, ele também participa de videos ("I Love It Loud" e "Creatures of the Night").
Posteriormente, Ace deixou a banda. Novamente o anúncio de um novo concurso surgiu, diversos guitarristas tentariam a sorte, dentre eles, futuras estrelas como Richie Sambora (Bon Jovi) e Steve Farris (Mr. Mister). O escolhido seria Vinnie Vincent. Vinnie foi apresentado na festa de ano-novo de 1983, ele usava uma chave de Ankh no rosto e assumiu o personagem "Warrior". A maquiagem seria de Paul Stanley, que planejava aposentar sua estrela.
Em junho de 1983, a banda foi para Brasil e realizou três shows nos estados do Rio de Janeiro, São Paulo, Minas Gerais. No Rio, o show foi realizado no até então maior estádio de futebol do mundo (Maracanã), com aproximadamente 250 mil pessoas no primeiro show da turnê, pelo menos 30% através da "janela", já que houve invasão e arrombamento de portões nos três shows. O primeiro show teve cobertura do canal televisivo Rede Globo que fez até um especial com a banda. Esta passagem também ficou marcada por protestos religiosos que acusavam o Kiss de satanismo e matérias jocosas da imprensa na época.

### Era sem maquiagem e retorno
Após deixar o Brasil, a banda retornou para os Estados Unidos disposta a recuperar seu prestígio. Decidiram tirar a maquiagem e abandonar a história de super-heróis, histórias em quadrinhos etc., e se tornar apenas uma banda de rock. A retirada da maquiagem foi feita na MTV, e logo após isso, a banda lança Lick It Up visando o novo mercado que surgia.
Os problemas na banda começavam a acontecer em razão de Vinnie Vincent contestar sua posição na banda (ele não era tratado como integrante oficial e recebia salário). Vinnie chegou a pedir demissão pois iria formar sua própria banda, mas foi persuadido por Paul em razão de alguns shows que estavam marcados. Uma pequena turnê do álbum ocorreu, como uma continuação da turnê anterior. Esses shows aconteceram na Europa e no Canadá, além de alguns shows nos Estados Unidos.
Após o fim desta mini turnê, Vinnie foi demitido. A banda já tinha um substituto, Mark St. John, um guitarrista canadense. Com ele, a banda grava Animalize, o primeiro disco do Kiss lançado simultaneamente em CD. O disco seria o primeiro pelo selo Mercury da Polygram. Mark fez apenas um show completo, em Baltimore (Estados Unidos), que se tornou uma raridade, e foi suficiente para a banda perceber que ele era uma peça fora do quebra cabeça. Mark assim que entrou em turnê, desenvolveu a síndrome de Reither, que inchou sua mão. Ele passou a dividir os shows com Bruce Kulick, e ao fim da turnê, foi despedido. Pouco tempo depois ele estaria tocando com outra banda (White Tiger). Mark St. John morreu no dia 5 de abril de 2007, aparentemente de uma hemorragia cerebral.
Gene e Paul resolveram eventualmente efetivar Bruce Kulick. Em 1985, lançaram Asylum. No mesmo ano, Gene Simmons criaria sua própria gravadora, Simmons Records. Depois de um ano sem lançar nenhum disco, fazendo apenas um home video chamado Exposed, a banda voltaria para o estúdio, e gravariam mais um álbum. Seria a primeira vez na história da banda, desde a formação original, que um mesmo line-up faria dois álbuns seguidos. O álbum veio em 1987: Crazy Nights. Produzido por Ron Nevison. No ano seguinte, a gravadora resolve lançar a coletânea Smashes, Thrashes & Hits, com duas músicas inéditas ("Let's Put the X in Sex" e "(You Make Me) Rock Hard") e uma nova versão para "Beth", cantada dessa vez por Eric Carr. A banda seria convidada para tocar no Monsters of Rock dividindo as atenções com o headliner Iron Maiden, banda de heavy metal da Inglaterra. O Kiss fecha a década lançando em 1989 o disco Hot in the Shade. As faixas "Rise to It", "Hide Your Heart" e "Forever" ganharam videoclipes, essa ultima de autoria de Paul juntamente de Michael Bolton. Após a turnê, Paul Stanley embarcou para uma turnê solo acompanhado de Bob Kulick e Eric Singer.

### Anos 90
Em abril de 1991, Eric Carr descobre que possuía um raro tipo de câncer no coração e começa a fazer tratamento. O Kiss é convidado para participar da trilha sonora do filme Bill & Ted. A música escolhida é "God Gave Rock and Roll to You II". O vídeo desta música seria a ultima participação de Eric Carr como integrante, pois , no dia 24 de novembro, seis meses após descobrir a doença, ele morre durante uma cirurgia. A morte de Eric coincidiu com a de Freddie Mercury, vocalista da banda inglesa Queen.
A banda então recruta Eric Singer para o posto. Além de ter tocado na tour solo de Paul, havia ajudado a banda nas gravações de "God Gave Rock and Roll to You II" e estava familiarizado com o repertório e com a banda em si.
Revenge foi lançado em 1992. Vinnie e Gene ensaiaram uma reaproximação um ano antes, o que resultou nas músicas "Heart of Chrome", "Unholy", e "I Just Wanna", essas duas últimas foram lançadas como singles. No clipe, Bruce utiliza uma Flying V, modelo que Vinnie utilizava. No ano seguinte, 1993, aproveitando a turnê de Revenge, lançaram mais um ao vivo, Alive III. Um home video chamado Konfidential traz trechos desse show.
Em 27 de agosto de 1994, o Kiss volta ao Brasil pela segunda vez. Eles tocam no festival Philips Monsters of Rock, como atração principal, em show realizado em São Paulo, no Estádio do Pacaembu. Antes da apresentação, a banda participou do Programa Livre, apresentado por Serginho Groisman, no SBT.
Em 1995, a MTV convida o Kiss a fazer um álbum acústico, da série Unplugged da MTV. Gravado no dia 9 de agosto de 1995, nos estúdios da Sony, o álbum Kiss Unplugged contou com a presença dos integrantes originais Peter Criss e Ace Frehley. O álbum ganhou uma versão em DVD e, posteriormente, um DVD sem cortes. O Kiss já vinha fazendo essas apresentações em eventos organizados pelos fãs, as Kiss Conventions, partindo daí o interesse da MTV em convidá-los para o especial. O show, apesar de ser realizado pelos músicos de cara limpa, era um tributo à fase mascarada. O palco era decorado com a capa de Rock and Roll Over no chão, e ao fundo, no alto, bonecos com os personagens de cada um que passou pela banda, menos o "Warrior" de Vinnie Vincent, que havia naquele mesmo ano ter entrado com processo na justiça contra Gene e a banda. Daquele ano em diante, a banda não tocaria mais nenhuma faixa escrita por Vinnie. Ainda no mesmo ano, o Kiss grava o álbum Carnival of Souls: The Final Sessions.

### Reunião

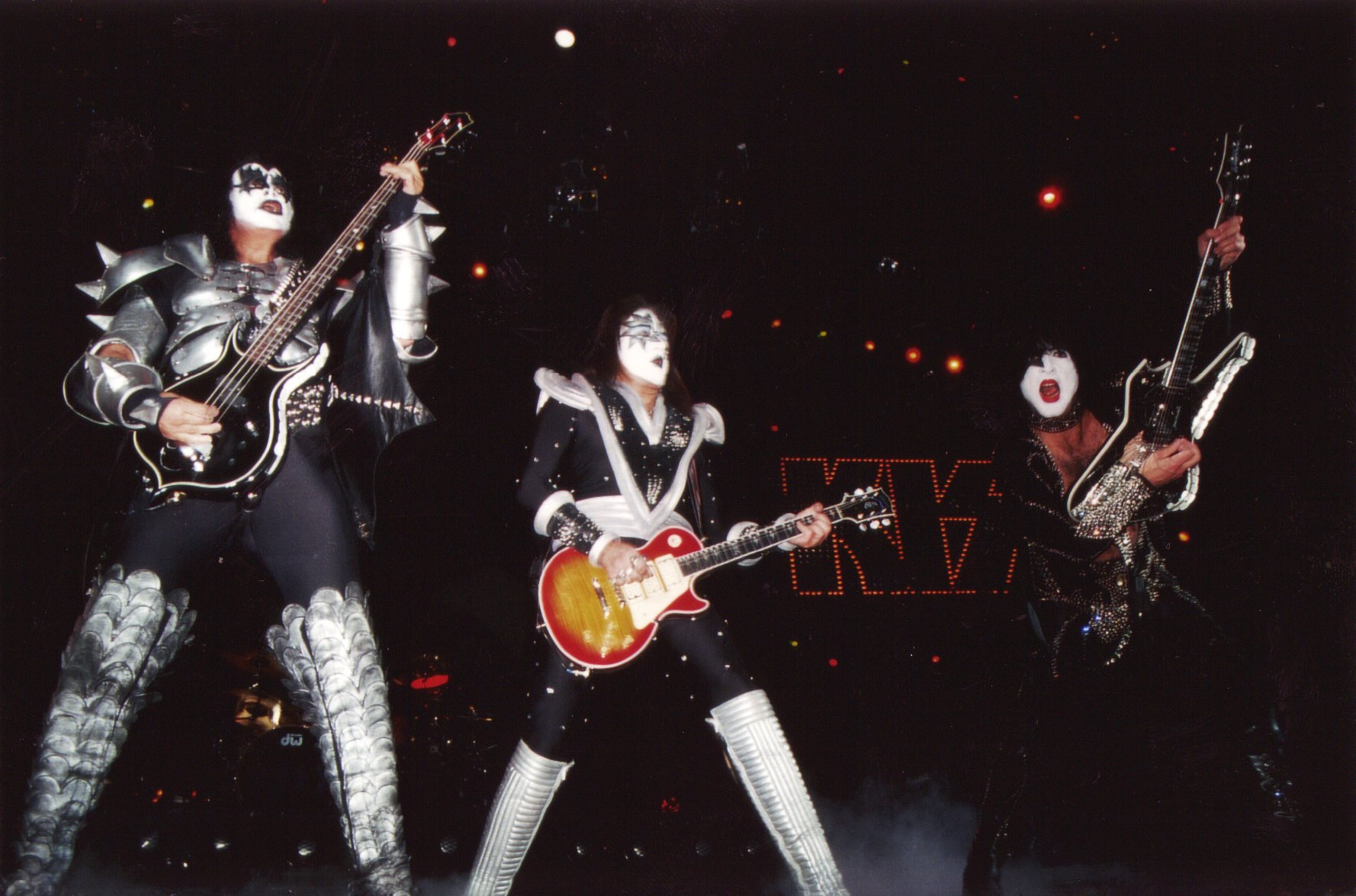
Kiss em Paris em 1999.

O Kiss decidiu voltar à formação original, com as maquiagens. E assim, Gene e Paul, agora novamente com Peter, Ace e as maquiagens, saíram em uma turnê mundial que recebeu o nome de Alive/WorldWide Tour. No primeiro concerto dessa turnê, no estádio do Tiger em Detroit, os 77 mil ingressos oferecidos foram vendidos em 45 minutos.
Em 1997 o Kiss lança o engavetado Carnival of Souls: The Final Sessions, gravado ainda com Bruce e Singer.
Psycho Circus, lançado em 1998 vem com uma nova turnê, que trazia efeitos em 3D (o público recebia óculos para perceber os efeitos), e iniciou em outubro de 1998 em Los Angeles. Posteriormente, foi lançada uma versão dupla do álbum, cujo segundo disco continha músicas gravadas durante um concerto da turnê. A Psycho Circus Tour teve dois concertos no Brasil, um em Porto Alegre, no Jockey Club; e outro no Autódromo de Interlagos, em São Paulo, ambos em 1999, sendo a primeira e única vez no país com sua formação original.
No ano de 2000, o Kiss anuncia uma Farewell Tour, que seria a turnê de despedida da banda. No meio da turnê Peter Criss teve que se ausentar por problemas de artrite, e em seu lugar voltou o ex-baterista da banda Eric Singer, desta vez com a maquiagem de Peter. 

### Pós-reunião

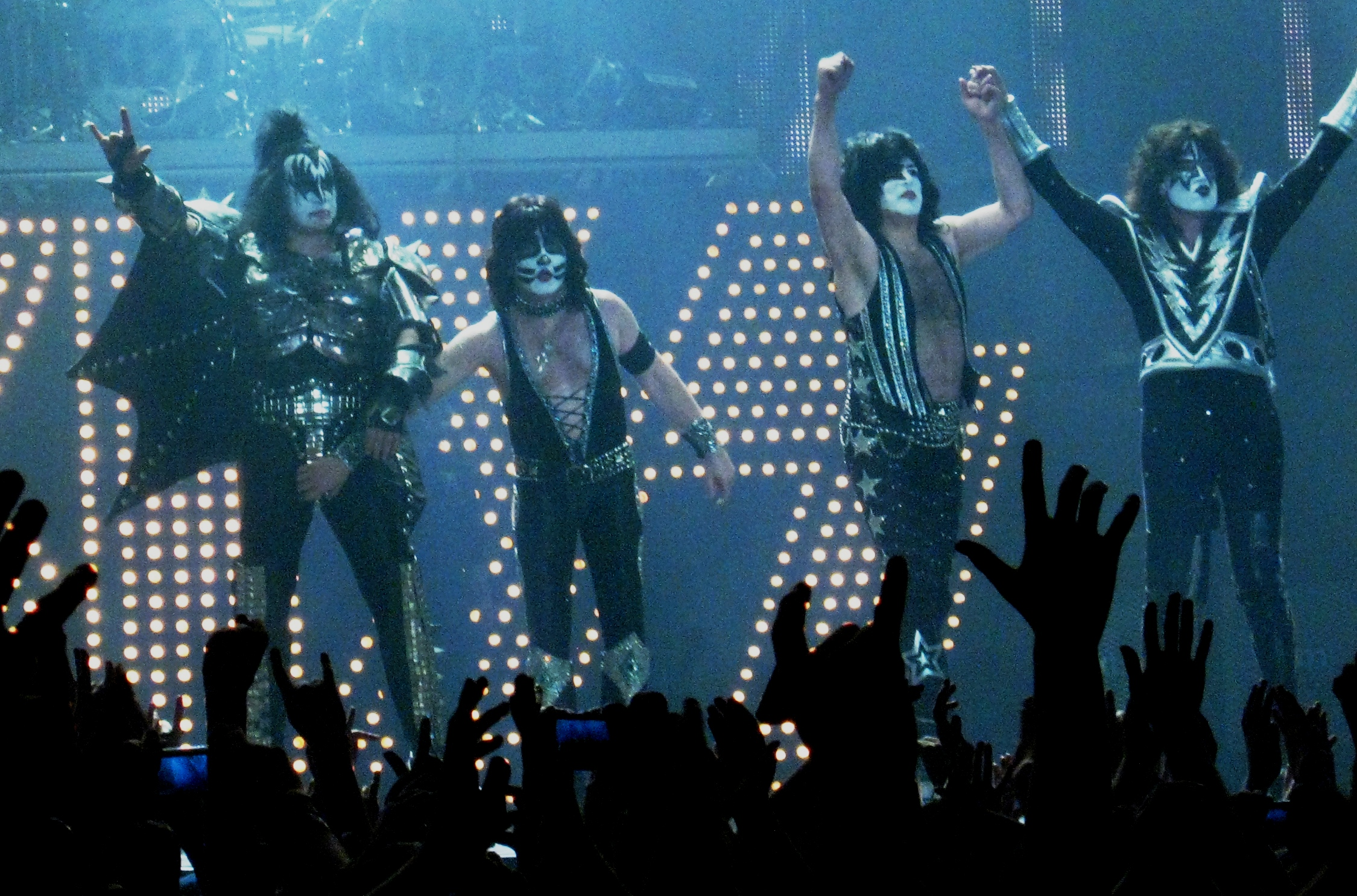
Kiss na cidade de Birmingham, Inglaterra, em 2010

Após a turnê, que deveria ser a última, o Kiss decide fazer um novo álbum ao vivo, este que seria junto com a Orquestra Sinfônica de Melbourne. Ace Frehley sai da banda e não participa do concerto. Em seu lugar, entra Tommy Thayer, que já havia produzido alguns álbuns da banda. Peter Criss, já recuperado, volta para fazer o concerto. No dia 28 de fevereiro de 2003, em Melbourne, na Austrália, o Kiss faz um concerto com a orquestra sinfônica da cidade.
Após o concerto, a banda parte para uma nova turnê, a World Domination Tour que foi realizada juntamente com outra banda de hard rock americana, o Aerosmith. Ao fim da turnê, Peter Criss sai da banda e é novamente substituído por Eric Singer.
Mais tarde, no ano de 2004, é dado o início á turnê Rock the Nation Tour, que rendeu até um DVD que foi gravado em 2004, mas foi só lançado no final de 2005. Nesse DVD, em algumas músicas, pode-se escolher entre assistir ao vídeo normalmente, ou escolher qualquer um dos quatro integrantes, para ver imagens de câmeras focadas apenas neles. Ainda em 2005, Gene e Paul anunciam férias da banda que durariam dois anos, com a explicação de que não tiravam férias desde o início da banda. Em 2004, o Kiss teve sua canção "Strutter" presente na trilha sonora do jogo Grand Theft Auto: San Andreas, podendo ser ouvida na rádio K-DST, do próprio jogo, com Axl Rose como locutor. Em 2008, a canção "New York Groove" também apareceria no seu sucessor, Grand Theft Auto IV, na rádio Liberty Rock Radio 97.8, mas numa versão da banda inglesa Hello.
Em outubro de 2006 Paul Stanley lançou seu segundo álbum solo, Live to Win e saiu em turnê para divulgação. Um dos guitarristas que o acompanhou Paul nessa tour é o brasileiro Rafael Moreira, de Curitiba. Ainda em 2006, a banda licenciou sua música "Lick It Up" para o jogo Grand Theft Auto: Vice City Stories, podendo ser ouvida na rádio V-Rock; a música "Strutter" voltou a estar presente nos games, desta vez no jogo Guitar Hero 2.
Em 2007, o Kiss se apresentou em uma mini turnê (Hit N' Run Tour) pelos Estados Unidos com quatro concertos. No último concerto desta mini turnê, o frontman Paul Stanley, horas antes, sofreu uma arritmia cardíaca que o impediu de tocar, o que resultou no primeiro concerto em "trio" da história do Kiss. Dias depois, Paul já havia se recuperado completamente. Continuando em 2007, a banda esteve mais uma vez presente na série Guitar Hero; desta vez a música licenciada foi "Rock and Roll All Nite", podendo ser tocada no Guitar Hero 3.
Em 16 de março, teve início a temporada de Fórmula 1 com o Grande Prêmio da Austrália. O Kiss  fechou o evento com um show no Melbourne Park para mais de 50 mil pessoas. A partir desta data, deu-se início à Kiss Alive/35 World Tour. Em 2009, a banda se apresentou no Brasil, ainda pela Kiss Alive 35 World Tour. Foram dois shows, o primeiro em São Paulo, dia 7 de abril, na Arena Anhembi; e na Praça da Apoteose, no Rio de Janeiro, no dia seguinte.

### Sonic BoomeMonster
Em 20 de agosto de 2009 saiu o primeiro single do novo trabalho, a música "Modern Day Delilah". Em 6 de outubro de 2009, o álbum Sonic Boom foi lançado. O artista Michael Doret, autor da arte de Rock And Roll Over, de 1976, foi o autor da capa deste álbum.
Logo em seguida a banda iniciou turnê pela América do Norte, com o término apenas no dia 15 de dezembro. No meio desta mesma turnê, os integrantes do Kiss anunciaram uma turnê pela Europa.
Em 15 de agosto a banda iria participar do tributo a Michael Jackson. Mas em 17 de agosto de 2011, após a controvérsia em torno de comentários negativos sobre Michael Jackson feitos por Simmons, a banda foi retirada da programação.
Em 18 de abril de 2011, Gene Simmons anunciou em seu Twitter que estava trabalhando em novo álbum.[carece de fontes?] Em 21 de agosto de 2011, foi anunciado no site do Kiss que o próximo álbum seria chamado Monster, previsto para 2012. A turnê mundial do álbum deveria durar dois anos (2012/2013). O site oficial da banda confirmou a turnê pelos Estados Unidos, mas pela Europa apenas um concerto foi garantido, em Knebworth, Inglaterra.
Entre julho e setembro de 2012, realizam uma turnê conjunta com o Mötley Crüe nos Estados Unidos, denominada The Tour.
Em novembro de 2012, o Kiss voltou ao Brasil, com shows em Porto Alegre, São Paulo (Arena Anhembi) e Rio de Janeiro (HSBC Arena). Os shows encerraram a Monster Tour na América do Sul. As apresentações no Brasil tiveram faixas cantadas por todos os integrantes, inclusive Tommy Thayer, que havia estreado nos vocais no álbum anterior em "When Lightning Strikes". Apenas três das faixas apresentadas eram do novo álbum: "Hell or Hallelujah", "Wall of Sound" e "Outta This World", e nenhuma do anterior. Por outro lado, a apresentação em Buenos Aires, Argentina, que abriu a turnê na América do Sul, contou com cinco músicas do álbum novo. Além das já citadas, também estavam inclusas "All for the Love of Rock & Roll", cantada por Eric Singer, e "Long Way Down".
Em 28 de janeiro, Kiss lançou um single colaborativo com o grupo idol Japonês Momoiro Clover Z. No Japão, ele foi lançado fisicamente em duas versões: edição Momoiro Clover Z (CD+Blu-ray) e edição Kiss (somente CD). Outra versão da canção-título do single será também incluída como faixa de abertura do álbum Best of Kiss 40, que foi lançado, somente no Japão, no mesmo dia.
Em 2015, o Kiss volta ao Brasil, com shows em Florianópolis, Curitiba, Belo Horizonte, Brasília (estacionamento do Estádio Nacional de Brasília) e São Paulo, no festival Monsters of Rock.

### End Of The Road Tour
Uma turnê de despedida foi anunciada em 19 de setembro de 2018, após a apresentação de "Detroit Rock City", no America's Got Talent. As datas da turnê "The End of the Road" foram anunciadas oficialmente para a América do Norte, Europa e Oceania em 30 de outubro de 2018. Teve inicio em 31 de janeiro de 2019 na Rogers Arena, em Vancouver, Canadá. A turnê terminaria inicialmente em 2021, mas em função da pandemia, precisou ser adiada.
Durante a turnê, o técnico de guitarra Fran Stueber morreu por complicações da COVID-19, em 16 de outubro de 2021.
Na virada de 2021, a banda se apresentou em Dubai, nos Emirados Árabes Unidos, em show batizado de KISS 2020 Goodbye, que entrou para o Guinness World Records pois quebrou 2 recordes mundiais, pela chama mais alta e pela maior quantidade de chamas em um único show de música.
Em maio de 2020, a turnê deveria passar pelo Brasil, mas foi adiada devido à pandemia do Covid-19. As apresentações aconteceram somente em 2022, com shows em Porto Alegre (dia 26/4, no Anfiteatro Arena do Grêmio), Curitiba (dia 28/04, na Pedreira Paulo Leminski), São Paulo (dia 30/04, no Allianz Parque) e Ribeirão Preto (dia 01/05, no Arena Eurobike). A banda voltaria ao país no ano seguinte, se apresentando em Manaus (12/04 na Arena da Amazônia no festival Monsters Tour), Brasília (18/04 na Arena BRB Mané Garrincha, com Deep Purple), Belo Horizonte (20/04 no Mineirão), São Paulo (22/04 no Allianz Parque no Monsters of Rock, ao lado de Scorpions, Deep Purple, Helloween, Saxon e Symphony X) e Florianópolis (25 de abril no Hard Rock Live Florianópolis).
Os últimos shows da turnê e da carreira da banda aconteceram nos dias 1 e 2 de dezembro de 2023 no Madison Square Garden, em Nova Iorque. O último show foi transmitido ao vivo, via pay-per-view. Após o show, foi feito o anúncio global de uma nova era da banda, que seguirá como avatares digitais.

### Legado
Em 2023, o prefeito de Nova Iorque Eric Adams instaurou o “dia do Kiss” na cidade, comemorado em 30 de novembro.
Em 2024, o catálogo, a marca e a propriedade intelectual do Kiss foi vendido para a empresa suíça de entretenimento Pophouse por um valor estimado de US$ 300 milhões.

## Membros
| Formação atual - Paul Stanley – vocais, guitarra base (desde 1973) - Gene Simmons – vocais, baixo (desde 1973) - Eric Singer – bateria, percussão, vocais de apoio (1991 – 1996, 2001 – 2002, 2004 – presente) - Tommy Thayer – guitarra solo, vocais de apoio (desde 2002) | Ex-integrantes - Ace Frehley – guitarra solo, vocais (1973 – 1982, 1996 – 2002) - Peter Criss – bateria, percussão, vocais (1973 – 1980, 1996–2001, 2002 – 2004) - Eric Carr – bateria, percussão, vocais de apoio (1980 – 1991; faleceu em 1991) - Vinnie Vincent – guitarra solo, vocais de apoio (1982 – 1984) - Mark St. John – guitarra solo (1984; faleceu em 2007) - Bruce Kulick – guitarra solo, vocais de apoio (1984 – 1996) |

## Maquiagens
O Kiss usou as maquiagens entre 1973 e 1983 e somente voltou a usar na Reunion Tour em 1996. Após a primeira saída de Peter Criss e Ace Frehley, na década de 1980, os novos membros (Eric Carr e Vinnie Vincent) usaram suas próprias maquiagens. Porém, quando a banda retornou com a Reunion Tour, Peter Criss e Ace Frehley voltaram com suas maquiagens originais e, mesmo após nova saída de ambos, os novos membros Eric Singer e Tommy Thayer deram continuidade as maquiagens da formação original.

The Starchild - Paul Stanley
The Demon - Gene Simmons
The Spaceman ou The Space Ace - Ace Frehley e Tommy Thayer
Catman - Peter Criss e Eric Singer
The Fox - Eric Carr
The Egyptian Ankh Warr - Vinnie Vincent

## Críticas
O ex-guitarrista original da banda, Ace Frehley, conta em sua autobiografia No Regrets, que Paul Stanley e Gene Simmons sempre demonstraram estar na banda como se manejassem um negócio lucrativo, com o único objetivo de ganhar cada vez mais dinheiro e fama, e alegou que seus desentendimentos com eles o teriam motivado a sair da banda em 1982 (Simmons e Stanley atribuem a saída ao alcoolismo e ao vício em drogas do guitarrista). Frehley ainda revelou que ficou muito surpreso quando o guitarrista Tommy Thayer apareceu utilizando a maquiagem de "Spaceman", que era sua: "Quando vi, pensei: 'Será que nada é sagrado para esses caras?'. Mas logo percebi que a sanha de Paul e Gene para ganhar dinheiro sempre foi maior que qualquer senso de lógica ou justiça.".
Em 2012, o vocalista do Aerosmith, Steven Tyler, criticou o Kiss, chamando-os de "banda de rock 'n roll dos quadrinhos", contando que seus roadies se envolveram em uma briga com os do Kiss quando ambas as bandas faziam turnê juntas em 1976, e que desde então odeia a banda.

## Discografia
Álbuns de Estúdio
- Kiss (1974)
- Hotter Than Hell (1974)
- Dressed to Kill (1975)
- Destroyer (1976)
- Rock and Roll Over (1976)
- Love Gun (1977)
- Paul Stanley (1978)
- Gene Simmons (1978)
- Ace Frehley (1978)
- Peter Criss (1978)
- Dynasty (1979)
- Unmasked (1980)
- Music from "The Elder" (1981)
- Creatures of the Night (1982)
- Lick It Up (1983)
- Animalize (1984)
- Asylum (1985)
- Crazy Nights (1987)
- Hot in the Shade (1989)
- Revenge (1992)
- Carnival of Souls: The Final Sessions (1997)
- Psycho Circus (1998)
- Sonic Boom (2009)
- Monster (2012)

## Filmografia
| Lançamento | Título                             | Certificados                      |
| 1978       | Kiss Meets The Phantom Of The Park | 2ª Maior Audiência da ABC em 1978 |
| 1985       | Kiss: Animalize Live Uncensored    | Platina                           |
| 1987       | Exposed                            | Platina                           |
| 1989       | Crazy Nights                       | Platina                           |
| 1992       | X-Treme Close-Up                   | Platina                           |
| 1993       | Konfidential                       | Ouro                              |
| 1994       | Kiss My Ass: The Video             | -                                 |
| 1994       | Kiss Unplugged                     | Ouro                              |
| 1998       | Psycho Circus                      | Platina                           |
| 1998       | Kiss: The Second Coming            | Platina                           |
| 1999       | Detroit Rock City                  | -                                 |
| 2003       | Kiss Symphony: The DVD             | 2x Platina                        |
| 2005       | Kiss Rock The Nation Live!         | 2x Platina                        |
| 2006       | Kissology Volume 1: 1974–1977      | 5x Platina                        |
| 2007       | Kissology Volume 2: 1978–1991      | 6x Platina                        |
| 2007       | Kissology Volume 3: 1992–2000      | 8x Platina                        |

## Turnês
- 1973 - Club Tour
- 1973 - 1974 - Kiss Tour
- 1974 - 1975 - Hotter Than Hell Tour
- 1975 - Dressed To Kill Tour
- 1975 - 1976 - Alive! Tour
- 1976 - Destroyer Tour
- 1976 - 1977 - Rock And Roll Over Tour
- 1977 - Love Gun Tour
- 1977 - 1978 - Alive II Tour
- 1979 - Dynasty Tour
- 1980 - Unmasked Tour
- 1982 - 1983 - Creatures Of The Night Tour
- 1983 - 1984 - Lick It Up Tour
- 1984 - 1985 - Animalize Tour
- 1985 - 1986 - Asylum Tour
- 1987 - 1988 - Crazy Nights Tour
- 1990 - Hot In The Shade Tour
- 1992 - Revenge Tour
- 1994 - Kiss My Ass Tour
- 1995 - Kiss Convention World Tour
- 1996 - 1997 - Alive/Worldwide Tour
- 1998 - 1999 - Psycho Circus Tour
- 2000 - 2001 - Kiss Farewell Tour
- 2003 - World Domination Tour
- 2004 - Rock The Nation Tour
- 2006 - Rising Sun Tour
- 2007 - Hit N' Run Tour
- 2008 - 2009 - Kiss Alive/35 World Tour
- 2009 - 2010 - Sonic Boom Over Europe Tour
- 2011 - Hottest Show on Earth Tour
- 2012 -  The Tour
- 2012 - 2013 - Monster Tour
- 2014 - 2015 - KISS 40th Anniversary World Tour
- 2016 - 2018 - Freedom to Rock Tour
- 2019 - 2021 - End Of The Road World Tour